# Bernd Schneider (automobilista)
Bernd Robert Schneider (Sankt Ingbert, 20 de julho de 1964), mais conhecido como Bernd Schneider, é um ex-automobilista alemão de Fórmula 1 e campeão da DTM.

## Carreira

### Primeiros anos
Schneider recebeu o nome do lendário piloto Bernd Rosemeyer, vencedor do Campeonato Europeu de Pilotos de 1936. Introduzido no karting desde muito jovem, demonstrou um evidente talento para as corridas. Depois de vários anos na série júnior de kart, Schneider venceu o campeonato alemão de kart de 1980. Dois anos depois, venceria o campeonato europeu de Kart de 1982 com a seleção nacional. Em 1983, venceu o campeonato africano de kart.

### Corridas de monolugares
Nos anos seguintes, Schneider competiria em várias séries da Fórmula Ford na Alemanha e em outros lugares da Europa. Em 1986, ingressou no circuito alemão de Fórmula 3, conquistando o título no ano seguinte, em 1987, e terminando em terceiro no Grande Prêmio de Macau de 1987. Isso chamou a atenção de Erich Zakowski, que contratou Schneider para pilotar por sua equipe de Fórmula 1 Zakspeed em 1988 e 1989. No entanto, a pequena equipe alemã fez pouco para causar uma boa impressão no circuito de F1 e Schneider só conseguiu qualificou-se para nove corridas das 32 em que participou com a equipe (7 das 16 com o carro turbo em 1988 e apenas duas das 16 tentativas ele se pré-qualificou e realmente se classificou para uma corrida em 1989). Schneider também dirigiu brevemente pela Arrows, antes de deixar os monolugares e correr carros esportivos Porsche no início dos anos 1990 para a Kremer Racing e Joest Racing, no Campeonato Mundial de Carros Esportivos e na Interserie e em corridas como as 24 Horas de Le Mans.

## Vida pessoal
Schneider mora em Monte Carlo com sua namorada Svenja e sua filha Lilly-Sophie. Ele também tem filhos Lisa-Marie e Luca Maximilian com sua ex-esposa Nicole, irmã mais velha de Oliver Bierhoff. Schneider ainda gosta de kart.

## Todos os resultados de Bernd Schneider na Fórmula 1
(legenda)
| Ano  | Nome Oficial da Equipe | Chassis      | Motor             | Pneus | 1       | 2       | 3       | 4       | 5       | 6       | 7       | 8       | 9       | 10      | 11      | 12      | 13      | 14      | 15      | 16      | Pts | Pos |
| ---- | ---------------------- | ------------ | ----------------- | ----- | ------- | ------- | ------- | ------- | ------- | ------- | ------- | ------- | ------- | ------- | ------- | ------- | ------- | ------- | ------- | ------- | --- | --- |
| 1990 | Footwork Arrows Racing | Arrows A11   | Ford Cosworth V8  | G     | EUA Ret |         |         |         |         |         |         |         |         |         |         |         |         |         |         |         | 0   | NC  |
| 1990 | Footwork Arrows Racing | Arrows A11B  | Ford Cosworth V8  | G     |         |         |         |         |         |         |         |         |         |         |         |         |         | ESP NQ  |         |         | 0   | NC  |
| 1989 | West Zakspeed Racing   | Zakspeed 891 | Yamaha V8         | P     | BRA Ret | SMR NPQ | MON NPQ | MEX NPQ | EUA NPQ | CAN NPQ | FRA NPQ | GBR NPQ | ALE NPQ | HUN NPQ | BEL NPQ | ITA NPQ | POR NPQ | ESP NPQ | JAP Ret | AUS NPQ | 0   | NC  |
| 1988 | West Zakspeed Racing   | Zakspeed 881 | Zakspeed L4 Turbo | G     | BRA NQ  | SMR NQ  | MON NQ  | MEX Ret | CAN NQ  | EUA NQ  | FRA Ret | GBR NQ  | ALE 12º | HUN NQ  | BEL 13º | ITA Ret | POR NQ  | ESP NQ  | JAP Ret | AUS NQ  | 0   | NC  |